# 龔嘉欣
龔嘉欣（英語：Katy Kung Ka Yan，1989年12月5日—），香港女演員、主持及模特兒，現為無綫電視經理人合約藝員，於《萬千星輝頒獎典禮2020》分別憑《殺手》及《香港愛情故事》兩劇獲頒「馬來西亞最喜愛TVB女主角」及「最受歡迎電視女角色」，成為雙料視后；於《萬千星輝頒獎典禮2024》憑《企業強人》獲得「最佳女主角」，成為香港視后。

## 個人經歷

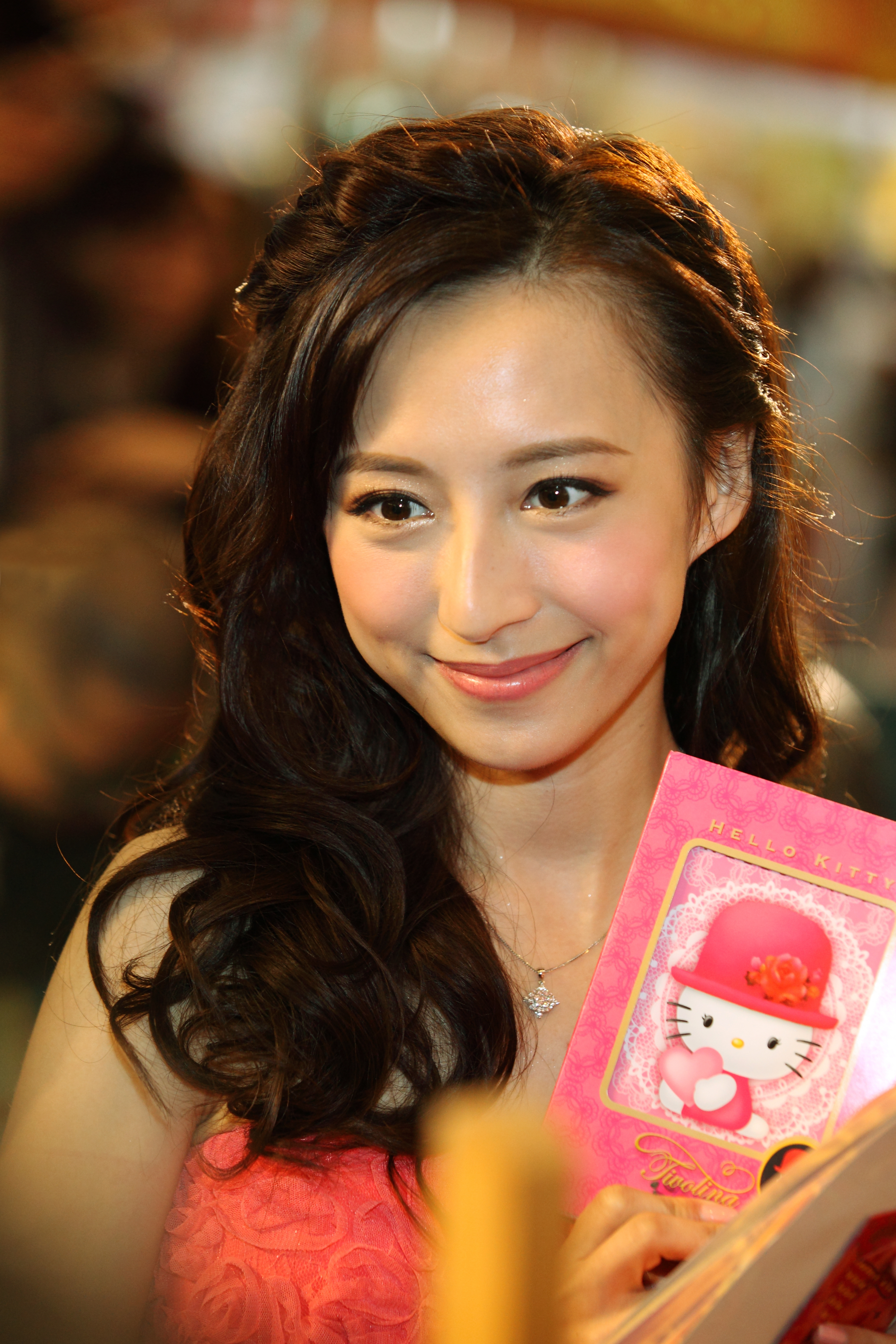
龔嘉欣於2014年

### 早年生活
龔嘉欣有一名比自己年長一歲的胞兄及一名胞妹，早年在荃灣區與祖父母生活，其父母在深圳經營家族塑膠工場生意。她曾就讀柴灣角天主教小學下午校（2001年第18屆畢業）和保良局李城璧中學。她就讀中小學期間曾是校內合唱團成員，又活躍於學界舞蹈比賽。她亦曾学習西方民族舞5年，並精通踢躂舞、爵士舞、Jazz Funk 和拉丁舞等。她16歲時經朋友介紹成為雜誌硬照模特兒，在2006年中五會考後轉讀遵理學校荃灣分校，為時一年。

### 演藝生涯
早於中學時期，龔嘉欣曾經加入香港有線電視，於體育台及財經資訊台擔任主持約兩年，較著名的主持節目是《潮流旗艦店》。其後，龔嘉欣在2007年至2008年於香港演藝學院戲劇學院修讀兩年制戲劇文憑；在修讀該課程一年後於2008年參演無綫電視劇《盛裝舞步愛作戰》，並簽約為無綫電視經理人合約藝員。2011年，龔嘉欣於無綫電視處境劇《誰家灶頭無煙火》飾演「鍾思雅」一角，開始被人認識。同年於《怒火街頭》飾演「任圓圓」一角，為了扮演死屍躺在地上一整晚。
2016年，龔嘉欣因拍攝無綫電視民初劇《平安谷之詭谷傳說》而與陳凱琳、譚凱琪及沈卓盈組成「少婦聯盟」；同年在無綫電視台慶劇《幕後玩家》中飾演「程思汝」一角，演技備受網民讚賞，並憑此劇在《萬千星輝頒獎典禮2016》獲得「最佳女配角」獎。
2020年1月，龔嘉欣於無綫電視古裝劇《大醬園》中飾演反派「葉細么」，獲讚演技出色。6月，龔嘉欣於無綫電視武打喜劇《殺手》中飾演職業殺手「易蘭」，演出獲讚有突破。12月，龔嘉欣於無綫電視劇集《香港愛情故事》中飾演連鎖餐廳副經理「邱凱琪」，貼地演出受到網民注目和讚賞。她憑《香港愛情故事》在《萬千星輝頒獎典禮2020》獲得「最受歡迎電視女角色」獎，並憑《殺手》獲得「馬來西亞最喜愛TVB女主角」獎，成為雙料視后，以及首度入圍「最佳女主角」最後五強。
2022年6月，龔嘉欣主演的無綫電視劇集《十八年後的終極告白2.0》播出，龔嘉欣於劇中飾演「沈越」一角。7月，龔嘉欣於無綫電視劇集《究竟天有幾高》中飾演「張寧」。同年參演劇集《靈戲逼人》。年尾憑《十八年後的終極告白2.0》入圍《萬千星輝頒獎典禮2022》「最受歡迎電視女角色」最後十強。
2023年1月，龔嘉欣主演的無綫電視劇集《新四十二章》播出，龔嘉欣於劇中飾演「朱螢嬌」一角。7月，龔嘉欣主演的無綫電視劇集《靈戲逼人》播出，飾演女鬼「雲柳芳」一角，龔嘉欣為此劇親身上陣吊鋼絲連續兩晚通宵拍攝車頂夜遊戲，受到網民注目，結局的演技也令不少觀眾大讚，獲不少網民支持其奪得視后，並入圍《萬千星輝頒獎典禮2023》「最佳女主角」及「大灣區最喜愛TVB女主角」最後五強。
2024年，龔嘉欣於無綫電視台慶劇《企業強人》中飾演物流女強人「方芳」，其在劇中的演技獲好評，網民因其在劇中因應不同場景而作出有區分度的哭戲表演，將其稱為港版「淚之女王」；亦有不少網民支持其奪得視。2025年1月19日，龔嘉欣憑《企業强人》在《萬千星輝頒獎典禮2024》中獲得「最佳女主角」獎項，成為香港視后，是她加入無綫電視以來首次獲得此獎項。

## 演出作品

### 電視劇
| 首播            | 劇名                  | 角色                     |
| 無綫電視        |                       |                          |
| 2008年          | 盛裝舞步愛作戰        | Mary                     |
| 2009年          | 老婆大人II            | Winnie                   |
| 2009年          | 絕代商驕              | 珠                       |
| 2009年          | 廉政行動2009          | 方子荃（少年）           |
| 2010年          | 蒲松齡                | 馬娉婷                   |
| 2010年          | 情越雙白線            | 張曉晴                   |
| 2011年          | 隔離七日情            | 何小茵                   |
| 2011年          | 誰家灶頭無煙火        | 鍾思雅                   |
| 2011年          | 怒火街頭              | 任圓圓                   |
| 2011年          | 紫禁驚雷              | 馮雙喜                   |
| 2011年          | 我的如意狼君          | 高爾雅                   |
| 2011年          | 天與地                | 鄭振軒女友               |
| 2012年          | 拳王                  | 莊寶琪（Vicky）          |
| 2012年          | 衝呀！瘦薪兵團        | 周莉莉（Lily）           |
| 2012年          | 天梯                  | 賀世雯                   |
| 2013年          | 初五啟市錄            | 黃小英                   |
| 2013年          | 金枝慾孽貳            | 布雅穆齊·木都兒          |
| 2013年          | 師父·明白了           | 莫愁思（少年）           |
| 2014年          | 愛·回家               | 裘亞鈺（Gem）            |
| 2014年          | 守業者                | 關麗娟                   |
| 2015年          | 水髮胭脂              | 韓允兒（Joe）            |
| 2015年          | 愛·回家               | 利樂兒                   |
| 2015年          | 陪著你走              | 何 太                    |
| 2015年          | 張保仔                | 冬 雪                    |
| 2015年          | 無雙譜                | 勒嘉公主／時來風         |
| 2015年          | 刀下留人              | 祝小滿                   |
| 2016年          | 幕後玩家              | 程思汝（Carmen）         |
| 2017年          | 賭城群英會            | 洛璧琦（青年）           |
| 2017年          | 誇世代                | 尚可欣（Vivian、六小姐） |
| 2018年          | 平安谷之詭谷傳說      | 田初一                   |
| 2019年          | 包青天再起風雲        | 秦香蓮                   |
| 2020年          | 大醬園                | 葉細                     |
| 2020年          | 殺手                  | 易 蘭（NaNa）            |
| 2020年          | 香港愛情故事          | 邱凱琪（Katy）           |
| 2020年          | 堅離地愛堅離地        | 王子菲（Faye）           |
| 2021年          | 七公主                | 金倩欣（特別演出）       |
| 2022年          | 十八年後的終極告白2.0 | 沈 越（Moon）            |
| 2022年          | 究竟天有幾高          | 張 寧                    |
| 2023年          | 新四十二章            | 朱螢嬌（嬌姐）           |
| 2023年          | 靈戲逼人              | 雲柳芳                   |
| 2024年          | 企業強人              | 方 芳                    |
| 未播映          | 香港探秘地圖          | 畢 萍                    |
| big big channel |                       |                          |
| 2018年          | 西遊之八戒與沙僧      | 最差女友                 |

### 綜藝節目
| 首播     | 節目名                        | 備註           |
| 無綫電視 |                               |                |
| 2016年   | 靈猴獻瑞賀新禧                | 固定演出嘉賓   |
| 2016年   | myTV SUPER呈獻：萬千星輝睇多D | 固定演出嘉賓   |
| 2016年   | 2016年度香港小姐競選          | 固定星級評判團 |
| 2016年   | 2016繽Fun娛樂大派對           | 固定嘉賓       |
| 2017年   | 萬眾同心公益金                | 固定演出       |
| 2017年   | 群星拱照big big channel       | 固定嘉賓       |
| 2017年   | 阿爺BigBig廚房                | 固定嘉賓       |
| 2017年   | 最緊要好好玩 消暑版           | 固定演出       |
| 2017年   | TVB50周年 華麗轉身 邁步同行   | 固定演出       |
| 2017年   | 2017 TVB節目巡禮星光晚宴      | 固定嘉賓       |
| 2018年   | 人生有幾多個福祿壽            | 固定嘉賓       |
| 2018年   | 國際中華小姐競選              | 固定評判團成員 |
| 2018年   | 海上夏日郵樂園                | 固定演出       |
| 2018年   | 街坊廚神重出江湖              | 固定星級助手   |
| 2018年   | 星級健康5                     | 固定演出       |
| 2018年   | TVB 50+99再出發節目巡禮2019   | 固定演出       |
| 2019年   | 富貴金豬賀肥年                | 固定演出       |
| 2019年   | 香港唱好演唱會                | 固定演出嘉賓   |

### 主持節目
| 首播     | 節目名         | 備註                                                             |
| 有線電視 |                |                                                                  |
| 2007年   | 潮流旗艦店     | 主持之一（與鄒文妮、鄭家輝合作）                                 |
| 無綫電視 |                |                                                                  |
| 2009年   | 東張西望       | 主持之一                                                         |
| 2009年   | 智激校園       | 第51集暫代主持（與高皓正、梁奕倫合作）                           |
| 2009年   | 更上一層樓     | 主持之一（與張雪芹合作）                                         |
| 2009年   | 動畫金曲音樂會 | 主持之一（與古巨基、阮小儀、陳茵媺、陳偉霆、朱滙林、張景淳合作） |
| 2012年   | 更上一層樓     | 主持之一（與曾華倩、許家傑合作）                                 |
| 2015年   | 姊妹淘         | 馬來西亞篇；主持                                                 |
| 2016年   | 姊妹淘         | 馬來西亞篇II；主持                                               |
| 2017年   | 姊妹淘         | 馬來西亞篇III；主持                                              |
| 2019年   | 台北過年攻略   | 主持之一（與區永權、譚凱琪及鍾晴合作）                           |
| 2019年   | 3日2夜         | 第三輯 第5、6集主持（與何廣沛合作）                              |
| 2020年   | 仨心友行       | 主持之一（與陳敏之、陳凱琳及高海寧合作）                         |
| 2021年   | 仨心友行2      | 主持之一（與黎諾懿丶姚子羚及王君馨合作）                         |

### 電影
| 首映   | 電影名     | 角色          |
| 2008年 | 大搜查之女 | 祖兒下屬      |
| 2009年 | 保持愛你   | 欣欣公主      |
| 2009年 | 金錢帝國   | 莎 莎（老九） |
| 2009年 | 關人7事    | Katy          |
| 2010年 | 翡翠明珠   | 欣公主        |

### 音樂錄像
| 年份   | 歌名     | 歌手   | 備註  |
| 2005年 | 我們     | 草蜢   |       |
| 2008年 | 循環線   | 張繼聰 | TVB版 |
| 2009年 | 密封罩   | 周國賢 | TVB版 |
| 2010年 | 超生培慾 | 麥浚龍 | TVB版 |
| 2010年 | 心足     | 王梓軒 | TVB版 |
| 2010年 | 蘋果樹   | 洪卓立 | TVB版 |

## 音樂作品

### 歌曲
- 2016年：《Amazing Summer》主題曲《乘風》  （页面存档备份，存于）
- 2020年：《香港愛情故事》插曲《逆流直上》

## 曾獲獎項及提名

### 萬千星輝頒獎典禮
| 年份   | 獎項                         | 作品                                                                 | 角色              | 結果     |
| 2011年 | 飛躍進步女藝員               | 《隔離七日情》 《怒火街頭》 《誰家灶頭無煙火》 《紫禁驚雷》          | 不適用            | 提名     |
| 2012年 | 飛躍進步女藝員               | 《我的如意狼君》 《拳王》 《衝呀！瘦薪兵團》 《天梯》 《更上一層樓》 | 不適用            | 提名     |
| 2013年 | 最佳女配角                   | 《金枝慾孽貳》                                                       | 布雅穆齊·木都兒   | 提名     |
| 2015年 | 最佳女配角                   | 《無雙譜》                                                           | 勒嘉公主 / 時來風 | 提名     |
| 2016年 | 最佳女配角                   | 《幕後玩家》                                                         | 程思汝            | 獲獎     |
| 2016年 | 飛躍進步女藝員               | 《刀下留人》 《幕後玩家》                                            | 不適用            | 提名     |
| 2017年 | 最佳女配角                   | 《誇世代》                                                           | 尚可欣            | 提名     |
| 2018年 | 新加坡最喜愛TVB女主角        | 《平安谷之詭谷傳說》                                                 | 田初一            | 提名     |
| 2018年 | 馬來西亞最喜愛TVB女主角      | 《平安谷之詭谷傳說》                                                 | 田初一            | 提名     |
| 2019年 | 最佳女配角                   | 《包青天再起風雲》                                                   | 秦香蓮            | 提名     |
| 2020年 | 最佳女主角                   | 《殺手》                                                             | 易蘭              | 最後五強 |
| 2020年 | 馬來西亞最喜愛TVB女主角      | 《殺手》                                                             | 易蘭              | 獲獎     |
| 2020年 | 最受歡迎電視女角色           | 《香港愛情故事》                                                     | 邱凱琪            | 獲獎     |
| 2021年 | 最佳女主角                   | 《堅離地愛堅離地》                                                   | 王子菲            | 提名     |
| 2021年 | 最受歡迎電視搭檔（與張振朗） | 《堅離地愛堅離地》                                                   | 不適用            | 提名     |
| 2022年 | 最佳女主角                   | 《十八年後的終極告白2.0》                                            | 沈越              | 提名     |
| 2022年 | 最佳女主角                   | 《究竟天有幾高》                                                     | 張寧              | 提名     |
| 2022年 | 最受歡迎電視女角色           | 《十八年後的終極告白2.0》                                            | 沈越              | 最後十強 |
| 2022年 | 最受歡迎電視女角色           | 《究竟天有幾高》                                                     | 張寧              | 提名     |
| 2022年 | 馬來西亞最喜愛TVB女主角      | 《十八年後的終極告白2.0》                                            | 沈越              | 提名     |
| 2022年 | 馬來西亞最喜愛TVB女主角      | 《究竟天有幾高》                                                     | 張寧              | 提名     |
| 2023年 | 最佳女主角                   | 《新四十二章》                                                       | 朱螢嬌            | 提名     |
| 2023年 | 最佳女主角                   | 《靈戲逼人》                                                         | 雲柳芳            | 最後五強 |
| 2023年 | 馬來西亞最喜愛TVB女主角      | 《新四十二章》                                                       | 朱螢嬌            | 提名     |
| 2023年 | 大灣區最喜愛TVB女主角        | 《靈戲逼人》                                                         | 雲柳芳            | 最後五強 |
| 2024年 | 最佳女主角                   | 《企業強人》                                                         | 方芳              | 獲獎     |
| 2024年 | 大灣區最喜愛TVB女主角        | 《企業強人》                                                         | 方芳              | 提名     |
| 2024年 | 馬來西亞最喜愛TVB女主角      | 《企業強人》                                                         | 方芳              | 提名     |

### MY AOD我的最愛頒獎典禮
| 年份   | 獎項                   | 作品     | 角色   | 結果 |
| 2012年 | 我的最愛最具潛質女藝員 | 《拳王》 | 莊寶琪 | 提名 |

### 馬來西亞星光薈萃頒獎典禮
| 年份   | 獎項                      | 作品                                  | 角色   | 結果 |
| 2015年 | 最喜愛 TVB 女配角         | 《水髮胭脂》                          | 韓允兒 | 提名 |
| 2016年 | 最喜愛 TVB 女配角         | 《幕後玩家》                          | 程思汝 | 提名 |
| 2016年 | 最喜愛 TVB 電視角色       | 《幕後玩家》                          | 程思汝 | 提名 |
| 2016年 | 最喜愛 TVB 飛躍進步女藝員 | 《愛·回家》 《刀下留人》 《幕後玩家》 | 不適用 | 提名 |
| 2017年 | 最喜愛 TVB 節目主持       | 《姊妹淘》 （馬來西亞篇第三季）       | 不適用 | 提名 |

### 星和無綫電視大獎
| 年份   | 獎項                  | 作品         | 角色              | 結果 |
| 2015年 | 我最愛 TVB 女配角     | 《無雙譜》   | 勒嘉公主 / 時來風 | 提名 |
| 2017年 | 我最愛 TVB 女配角     | 《幕後玩家》 | 程思汝            | 提名 |
| 2017年 | 我最愛 TVB 電視女角色 | 《幕後玩家》 | 程思汝            | 提名 |

### 觀眾在民間電視大奬
| 年份   | 獎項           | 作品                                  | 角色   | 結果 |
| 2016年 | 民選飛躍女藝員 | 《愛·回家》 《刀下留人》 《幕後玩家》 | 不適用 | 獲獎 |

### 勁歌金曲頒獎典禮
| 年份   | 獎項                  | 作品         | 備註                     | 結果 |
| 2020年 | 最佳合唱歌曲獎 - 金獎 | 《逆流直上》 | 與羅天宇、謝東閔及戴祖儀 | 獲獎 |

## 外部連結
- 龔嘉欣的Facebook專頁
- 龚嘉欣KatyKung的新浪微博
- 龔嘉欣的Instagram帳戶
- 龔嘉欣的小紅書帳戶
- 龔嘉欣在香港影庫上的簡介